# Quaudiophiliac
Quaudiophiliac (QuAUDIOPHILIAc en la portada) es un álbum recopilatorio del músico y compositor estadounidense Frank Zappa, lanzado en 2004 por Zappa Family Trust. Compila grabaciones hechas mientras se experimentaba con el sonido cuadrafónico, o de cuatro canales, en los años 1970. Producido por Zappa y completado por su hijo, Dweezil Zappa, es considerado una de las primeras incursiones en el sonido surround. Zappa preparó mezclas cuadrafónicas para varios de sus álbumes de los años 1970, que nunca se lanzaron porque no había un soporte adecuado en la época, siendo Quaudiophiliac el primero de una serie de lanzamientos con este material.

## Lista de canciones
1. "Naval Aviation in Art?" – 1:34
2. "Lumpy Gravy" – 1:05
3. "Rollo" – 6:00
4. "Drooling Midrange Accountants on Easter Hay" – 2:15
5. "Wild Love" – 4:07
6. "Ship Ahoy" – 5:47
7. "Chunga Basement" – 11:48
8. "Venusian Time Bandits" – 1:54
9. "Waka/Jawaka" – 13:23
10. "Basement Music #2" – 2:43

## Personal

### Músicos
- Frank Zappa – guitarra, voz, arreglista, director
- Mike Altschul – clarinete, flauta, flautín, saxofón
- Napoleon Murphy Brock – voz
- Adrian Belew – guitarra
- Max Bennett – bajo
- Terry Bozzio – batería, voz
- Billy Byers – trombón, trompa
- Alex Dmochowski – bajo
- George Duke – teclados
- Aynsley Dunbar – batería
- Roy Estrada – bajo
- Tom Fowler – bajo
- Andre Lewis – teclados
- Ed Mann – percusión
- Sal Márquez – trompeta, flugelhorn
- Tommy Mars – teclados, voz
- Patrick O'Hearn – bajo
- Kenny Shroyer – trombón, trompa
- Chester Thompson – batería
- Ian Underwood – teclados

### Producción
- Frank Zappa – productor, ingeniero de sonido, mezclas
- Art Kelm – apoyo técnico
- Richard Landers – apoyo técnico
- Jeff Levison – supervisor de producción
- Fred Maher – apoyo técnico
- Stephen Marcussen – masterización
- Jaime Ramírez – coordinación de producción
- Jeff Skillen – productor ejecutivo
- Joe Travers – compilador
- John "Buddy" Williams – fotografía
- Dweezil Zappa – productor, ingeniero
- Gail Zappa – productor ejecutivo, dirección artística, fotografía
- Keith Lawler - diseño, fotografía